# Out of the Coma
Out of the Coma è un CD del gruppo musicale inglese Comus, pubblicato dalla Coptic Cat Records nell'aprile del 2012.

## Tracce
1. Out of the Coma – 8:35 (Roger Wootton)
2. The Sacrifice – 8:39 (Roger Wootton)
3. The Return – 6:22 (Glenn Goring, Jon Seagroatt; arrangiamenti Bobbie Watson (parti melodiche e vocali), Jon Seagroatt (parti strumenti a fiato))
4. The Malgaard Suite: An Introduction by Roger Wootton – 1:15 (Roger Wootton)
5. The Malgaard Suite – 15:49 (Roger Wootton)

## Musicisti
- Roger Wootton - chitarre, voce
- Glenn Goring - chitarra a sei e a dodici corde, voce
- Glenn Goring - chitarra elettrica (brano: The Malgaard Suite)
- Bobbie Watson - voce, percussioni (brani: Out of the Coma, The Sacrifice e The Return)
- Bobbie Watson - voce, recorder (brano: The Malgaard Suite)
- Colin Pearson - violino, viola
- Andy Hellaby - basso
- Jon Seagroatt - woodwind, percussioni (brani: Out of the Coma, The Sacrifice e The Return)
- Jon Seagroatt - missaggio, masterizzazione (brano: The Malgaard Suite)
- Lindsay Cooper - woodwind (brano: The Malgaard Suite)